# 1980 год в литературе

## События
- В Испании учреждена международная Премия принцессы Астурийской.

## Премии

### Международные
- Нобелевская премия по литературе — Чеслава Милоша — «За то, что с бесстрашным ясновидением показал незащищённость человека в мире, раздираемом конфликтами»[1].
- Всемирная премия фэнтези за лучший роман — Элизабет Линн — «Watchtower».
- Всемирная премия фэнтези за лучший рассказ — Рэмси Кэмпбелл, «Mackintosh Willy».
- Нейштадтская литературная премия — Йозеф Шкворецкий[2].
- Премия «Хьюго» за лучший роман — Артур Чарльз Кларк, «Фонтаны рая» (англ. The Fountains of Paradise)[3].
- Премия «Хьюго» за лучшую повесть — Барри Брукс Лонгиер, «Враг мой» (англ. Enemy Mine)[3].
- Премия «Хьюго» за лучший рассказ — Джордж Реймонд Ричард Мартин, «Путь креста и дракона» (англ. (The Way of Cross and Dragon)[3].

### Австрия
- Австрийская государственная премия по европейской литературе — Сара Кирш.

### Великобритания
- Букеровская премия — Уильям Голдинг, «Ритуалы плавания» (англ. Rites of Passage)[4].
- Премия Сомерсета Моэма:

1. Макс Гастингс, «Bomber Command»;
2. Кристофер Рид, «Arcadia»;
3. Хамфри Карпентер, «The Inklings».

### Германия
- Премия Георга Бюхнера — Криста Вольф.
- Бременская литературная премия — Петер Рюмкорф, «Дата хранения» (нем. Haltbar bis Ende).

### Израиль
- Литературная премия имени Бялика:

1. номинация «Литература» — Дов Садан;
2. номинация «Еврейская мысль» — Дан Мирон.

### Испания
- Премия Сервантеса — Хуан Карлос Онетти.

### СССР
- Премия Андрея Белого:
  - номинация поэзия — Владимир Алейников;
  - номинация проза — Борис Дышленко;
  - номинация гуманитарные исследования — Юрий Новиков.
- Государственная премия РСФСР имени М. Горького:

1. Иван Акулов — за роман «Крещение»;
2. Иван Васильев — за книги очерков «Я люблю эту землю», «Беру на себя»;
3. Расул Гамзатов — за поэму «Берегите матерей»;
4. Анатолий Чепуров — за книгу стихов «Стихотворения. Поэмы».

### США
- Премия Эдгара Аллана По:
  - номинация За лучший роман — Артур Малинг, «Маршрут Рейнгольда» (англ. The Rheingold Route)[5].
  - номинация За лучший первый роман американского писателя — Ричард Норт Паттерсон, «Касательная Ласко» (англ. The Lasko Tangent)[6].
- Пулитцеровская премия за художественную книгу — Норман Мейлер, «Песнь палача» (англ. The Executioner's Song)[7].
- Пулитцеровская премия за лучшую драму — Лэнфорд Уилсон, «Безумие Тэлли» (англ. Talley's Folly)[8].
- Пулитцеровская премия за поэзию — Дональд Джастис, избранные поэмы[9].

### Франция
- Гонкуровская премия — Ив Наварр, «Парк развлечений» (фр. Le Jardin d'acclimatation)[10].
- Премия Ренодо — Даниэль Сальнав, «Врата Губбио» (фр. Les Portes de Gubbio).
- Премия Фемина — Жослин Франсуа, «Сыграй нам Испанию» (фр. Joue-nous España).
- Премия Медичи:
  - Жан-Люк Бенозильо, Cabinet-portrait
  - Жан Лауг, Comptine des Height (отказался от премии).
    - номинация за лучшее зарубежное произведение — Андре Бринк, «Сухой белый сезон» (англ. A Dry White Season).
- Премия имени Даля — Феликс Розинер, роман «Некто Финкельмайер».

## Книги

### Романы
- «Альтист Данилов» — роман Владимира Орлова.
- «Ацтек» (англ. Aztec) — роман Гэри Дженнингс.
- «В ожидании варваров» (англ. Waiting for the Barbarians) — роман Джона Максвелла Кутзее.
- «Воздушные змеи» (фр. Les cerfs-volants) — роман Ромена Гари.
- «Воспламеняющая взглядом» (англ. Firestarter) — роман Стивена Кинга.
- «Дети полуночи» (англ. Midnight's Children) — роман Салмана Рушди.
- «Идентификация Борна» (англ. The Bourne Identity) — роман Роберта Ладлэма.
- «И дольше века длится день/ Буранный полустанок» — роман Чингиза Айтматова.
- «Имя розы» (итал. Il nome della rosa) — роман Умберто Эко.
- «Каспар, Мельхиор и Бальтазар» — роман Мишель Турнье.
- «Магический лабиринт» (англ. The Magic Labyrinth) — роман Филипа Хосе Фармера.
- «Между собакой и волком» роман Саши Соколова.
- «Монахини и солдаты» — роман Айрис Мёрдок.
- «Отвеченные молитвы» (англ. Answered Prayers) — неоконченный роман Трумен Капоте.
- «Ресторан в конце Вселенной» (англ. The Restaurant at the End of the Universe) — роман Дугласа Адамса.
- «Рефлекс змеи» (англ. Reflex) — роман Дика Фрэнсиса.
- «Ритуалы плавания» (англ. Rites of Passage) — роман Уильяма Голдинга.
- «Рука» — роман Юза Алешковского:
- «Севера́» — роман Вячеслава Марченко.

### Повести
- «Повесть о дружбе и недружбе» — повесть братьев Стругацких.
- «Туман» (англ. The Mist) — повесть Стивена Кинга.

### Малая проза
- «Когда же пойдёт снег?..» — сборник Дины Рубиной.
- «Музыка для хамелеонов» (англ. Music for Chameleons) — антология в трёх частях Трумана Капоте.
- «Неоконченные предания Нуменора и Средиземья» (англ. Unfinished Tales of Númenor and Middle-earth) — подборка историй и эссе авторства Джона Рональда Руэла Толкина.
- «Свадебный джаз» (англ. The Wedding Gig) — рассказ Стивена Кинга.

### Драматургия
- «Голоса семьи» (англ. Family Voices) пьеса Гарольда Пинтера.

### Поэзия
- «Жизнь, нечаянная радость» — сборник стихов Анатолия Жигулина.
- «Стихи без названия» — сборник стихов Сергея Баруздина.

### Эссеистистика
- «Camera lucida» — эссе Ролана Барта.

### Литературоведение
- «Охота на Льва: Лев Толстой и кинематограф» — книга Льва Аннинского.

## Родились
- 7 февраля — Александр Гриценко, российский писатель, лауреат Независимой литературной премии «Дебют» (2005) в номинации «Драматургия», дипломант литературно-театральной премии «Хрустальная Роза Виктора Розова» (2005), награждён фондом Виктора Розова медалью «За вклад в Отечественную культуру».

## Умерли
- 11 января — Барбара Пим, британская писательница (родилась в 1913).
- 2 марта — Ярослав Ивашкевич, польский писатель, поэт и драматург (родился в 1894).
- 10 марта — Жозе Америко де Алмейда, бразильский писатель (родился в 1887 году).
- 14 апреля — Джанни Родари, итальянский детский писатель и журналист (родился в 1920).
- 15 апреля — Жан-Поль Сартр, французский философ, писатель (родился в 1905).
- 7 июня — Генри Миллер, американский писатель (родился в 1891).
- 25 июля — Владимир Семёнович Высоцкий, советский актёр, поэт, певец (родился в 1938).
- 18 сентября — Кэтрин Энн Портер, американская писательница и журналист, автор знаменитого романа «Корабль дураков» (родилась в 1890).
- 5 октября — Уринбой Рахмонов советский узбекский поэт и писатель, театральный деятель (родился в 1910).
- 7 октября — Алоизас Баронас, американско-литовский прозаик, поэт, сатирик (родился в 1917).
- 23 ноября — Карел Новый, чехословацкий писатель (родился в 1890).
- 10 декабря — Гилка Мачадо, бразильская поэтесса-символистка, писательница (родилась в 1893).